# Pont-sur-l’Ognon
Pont-sur-l’Ognon ist eine Gemeinde im französischen Département Haute-Saône in der Region Bourgogne-Franche-Comté.

## Geographie
Pont-sur-l’Ognon liegt auf einer Höhe von 255 m über dem Meeresspiegel, fünf Kilometer südwestlich von Villersexel und etwa 20 Kilometer südöstlich der Stadt Vesoul (Luftlinie). Das Dorf erstreckt sich am westlichen Rand der Ebene von Villersexel, an einer Brücke über den Ognon, am Rand der Höhen zwischen den Flusstälern von Ognon und Doubs.
Die Fläche des 4,16 km² großen Gemeindegebiets umfasst einen Abschnitt des Flachlandes bei Villersexel. Die nördliche Grenze verläuft meist entlang dem Ognon, der hier mit zahlreichen Mäandern durch eine breite Niederung nach Westen fließt. Vom Flusslauf erstreckt sich das Gemeindeareal südwärts über die Alluvialebene, die durchschnittlich auf 260 m liegt und überwiegend landwirtschaftlich genutzt wird. Weiter im Süden folgt eine leicht gewellte Landschaft, und auf einer Anhöhe im Bois derrière la Côte wird mit 315 m die höchste Erhebung von Pont-sur-l’Ognon erreicht. Im Osten reicht der Gemeindeboden bis in die Talung des Bief d’Auta, eines linken Zuflusses des Ognon.
Nachbargemeinden von Pont-sur-l’Ognon sind Esprels und Autrey-le-Vay im Norden, Les Magny und Cubry im Osten, Cubrial, Rougemont und Bonnal im Süden sowie Chassey-lès-Montbozon im Westen.

## Geschichte
Pont-sur-l’Ognon wurde 1211 vom Prior von Marast am Übergang über den Ognon gegründet. Es gehörte in der Folgezeit zu Marast und teilte dessen Schicksal. Zusammen mit der Franche-Comté gelangte Pont-sur-l’Ognon mit dem Frieden von Nimwegen 1678 definitiv an Frankreich. Schon früh ließ sich am Ognon Gewerbe nieder, das von der Wasserkraft abhängig war. Die Brüder Jacquinot gründeten 1548 ein Schmiedewerk. Im 19. Jahrhundert prägten die metallverarbeitende Industrie und eine Ziegelei das wirtschaftliche Leben des Dorfes. Seit 2000 ist Pont-sur-l’Ognon Mitglied des 33 Ortschaften umfassenden Gemeindeverbandes Communauté de communes du Pays de Villersexel.

## Sehenswürdigkeiten
Die Dorfkirche von Pont-sur-l’Ognon wurde 1764 neu erbaut. Zur bemerkenswerten Ausstattung gehören eine Statue des Heiligen Petrus (16. Jahrhundert) und Mobiliar aus dem 18. Jahrhundert.
Aus dem 17. Jahrhundert stammt ein Herrschaftssitz (heute in Privatbesitz) mit zwei viereckigen Türmen. Das Gebäude der Mairie (Gemeindehaus) wurde 1883 errichtet.

## Bevölkerung
| Jahr                       | 1962 | 1968 | 1975 | 1982 | 1990 | 1999 | 2016 |
| Einwohner                  | 52   | 47   | 45   | 43   | 48   | 51   | 69   |
| Quellen: Cassini und INSEE |      |      |      |      |      |      |      |

Mit 59 Einwohnern (1. Januar 2022) gehört Pont-sur-l’Ognon zu den kleinsten Gemeinden des Départements Haute-Saône. Nachdem die Einwohnerzahl in der ersten Hälfte des 20. Jahrhunderts deutlich abgenommen hatte (1881 wurden noch 109 Personen gezählt), wurde seit Beginn der 1980er Jahre wieder ein leichtes Bevölkerungswachstum verzeichnet.

## Wirtschaft und Infrastruktur
Pont-sur-l’Ognon war schon früh ein industriell geprägter Ort. Heute gibt es einige Betriebe des lokalen Kleingewerbes. Mittlerweile hat sich das Dorf auch zu einer Wohngemeinde gewandelt. Viele Erwerbstätige sind deshalb Wegpendler, die in den größeren Ortschaften der Umgebung ihrer Arbeit nachgehen.
Die Ortschaft liegt abseits der größeren Durchgangsachsen an einer Departementsstraße, die von Esprels nach Cubrial führt. Weitere Straßenverbindungen bestehen mit Bonnal und Les Magny.
Die Gemeinde besaß bis zum Jahr 1959 an der Bahnstrecke Montbozon–Lure einen Haltepunkt. Das Gemeindegebiet wird teilweise von der LGV Rhin-Rhône, seit Dezember 2011, gequert.